# هاري باتون
هاري باتون هو لاعب كرة قدم كندي، ولد في 23 مايو 1998 في كيتشنر في كندا. لعب مع نادي روس كاونتي.